# Palacio real de Kandy
El Palacio real de Kandy es una antigua residencia real del Reino de Kandy, en lo que hoy es el país asiático de Sri Lanka.
El último monarca en residir en él fue el rey Sri Vikrama Rajasinha hasta que fue derrocado por los británicos en 1815 con la ayuda de los caciques Kandian. Una vez fue parte de un gran complejo que incluía la corte real de Magul Maduwa y el Templo del Diente que sostenía la reliquia del diente de Buda. Según la tradición antigua el que estaba en posesión de la Reliquia del Diente tenía derecho al trono. Al lado del Palacio Real esta un edificio de la era victoriana que hasta hace poco albergaba al Tribunal Superior Kandy. Actualmente también incluye un museo.